# Comerica Bank Tower
Le Comerica Bank Tower (anciennement Chase Center ou Bank One Center) est un gratte-ciel de Dallas, (Texas) dont la construction s'est terminée en 1987.
Les architectes sont les agences de Johnson/Burgee de Philip Johnson et HKS, Inc.